# Valerij Kryvencov
Valerij Serhijovyč Kryvencov (in ucraino Валерій Сергійович Кривенцов?; Donec'k, 30 luglio 1973) è un allenatore di calcio ed ex calciatore ucraino, di ruolo centrocampista.

## Palmarès

### Giocatore

#### Competizioni nazionali
- Coppa d'Ucraina: 3

Šachtar: 1994-1995, 1996-1997, 2000-2001